# 実籾城
実籾城（みもみじょう）は、千葉県習志野市実籾本郷付近にあった日本の城。
実籾高校から水田を挟んだ南東の方向に、こんもりとした台地がある。この台地の上部から土塁が発見され、その特徴から戦国時代の城であったと考えられる。現在はかなり樹木によっておおわれているが、土塁の上から見ると藪（やぶ）ごしに下の谷がよく見渡せ、城として好立地であることが窺える。しかし、遺跡の様子から見るとあまり大きな城ではなく、砦のような規模であったと考えられる。
また、この地域には千葉氏一族の尼僧が千葉氏滅亡のおりに逃げのびたことに関連する抜け穴の言い伝えもあり、戦国時代の息吹を感じさせる場所になっている。